# Mala Mala
Mala Mala est une réserve animalière située dans la province de Mpumalanga, en Afrique du Sud. Le safari est l'une des activités principales de la réserve. Elle couvre environ 330 km².
La réserve est située près de l'Aéroport de Mala Mala.